# كيي ساكاموتو
كيي ساكاموتو (باليابانية: 坂本 敬) (مواليد 5 يوليو 2001) هو لاعب كرة قدم ياباني.

## وصلات خارجية
- كيي ساكاموتو على موقع رابطة كرة القدم اليابانية للمحترفين (اليابانية)
- كيي ساكاموتو على موقع قاعدة بيانات كرة القدم.إي يو (الإنجليزية)
- كيي ساكاموتو على موقع Soccerway.com (الإنجليزية)